# Куња
Куња (рус. Кунья) река је на северозападу европског дела Руске Федерације. Протиче преко југоисточних делова Псковске, северозападних делова Тверске и јужних делова Новгородске области и десна је притока реке Ловат и део сливног подручја језера Иљмењ и реке Неве.
Река Куња свој ток почиње на југоистоку Псковске области као отока језера Встеселево, углавном тече у правцу севера и након 236 km тока улива се у реку Ловат код града Холма. Површина њеног сливног подручја је 5.143 km², док је просечан проток у зони ушћа око 44,8 m³/s. У горњем делу тока карактерише је интензивније меандрирање те доста ниске и замочварене обале. Након што прими своју највећу притоку Серјожу њено корито се шири до 80 метара.
Њене најважније притоке су Серјожа, Усвјата, Велики и Мали Тудер. Највеће насељено место које лежи на њеним обалама је град Холм.